# Martynian
Martynian, Sextus Marcius Martinianus (zm. prawdop. 325) – cesarz rzymski od lipca do 18 września 324. Początkowo magister officiorum cesarza Licyniusza. Po przegranej bitwie pod Adrianopolem 3 czerwca 324 roku mianowany został przez Licyniusza współcesarzem (augustus) i wysłany do Lampsacus, aby opóźnić nadciągającą z Tracji armię Konstantyna. Mimo to, wojska Licyniusza poniosły 18 września 324 kolejną klęskę pod Chryzopolis koło Chalcedonu. Nie później niż w 325 roku Licyniusz i Martynian zostali straceni z rozkazu Konstantyna.